# Сёйк, Сес
Кес Сёйк (нидерл. Cees Suijk, 1921 — после 1986-го) — голландский шашист (международные шашки. Вице-чемпион Нидерландов (1940). Национальный мастер (1937). Проживал в портовом городе Эймёйден, выступал за местный клуб DCIJ (Damclub IJmuiden), в 1947 стал клубным чемпионом.
После 1950 года сведений о нём почти нет. 5 июля 1954 года в газете Friese koerier Сёйк указан в числе членов команды (вместе с П. Розенбургом, Дукелем, Ларосом и др.), сыгравшей очередной матч клубного чемпионата Нидерландов.
В юбилейном сборнике к 75-летию KNDB (1986 г.) Кес Сёйк числится в списке здравствовавших на тот момент мастеров.

## Спортивная биография
Ученик Бариса Дукеля, в 16 лет стал национальным мастером
Участвовал в шести национальных чемпионатах. Должен был участвовать в чемпионате 1941 года, но был заменён Ван дер Краном.
- 1937 — разделил 9 место с 9 очками в 11 партиях.

- 1938 — разделил десятое и последнее место с 8 очками в 11 партиях.
- 1940 — разделил второе место с 14 очками в 11 партиях.
- 1948 — разделил седьмое место с 14 очками в 13 партиях.
- 1949 — разделил четвёртое место с 14 очками в 14 партиях.
- 1950 — разделил десятое и последнее место с 8 очками в 11 партиях.